# KSWK
Das KSWK (russisch Крупнокалиберная Снайперская Винтовка Ковровская, großkalibriges Scharfschützengewehr Kowrowski) ist ein russisches Scharfschützengewehr im Kaliber 12,7 × 108 mm, das als Anti-Materiel Rifle für den Einsatz gegen leicht- und ungepanzerte Fahrzeuge und Waffenanlagen konzipiert wurde. Es wird in der nach dem Waffenkonstrukteur Wassili Alexejewitsch Degtjarjow benannten Fabrik in Kowrow in Serie hergestellt.

## Entwicklung
Das KSWK wurde gegen Ende der 1990er Jahre aus dem Experimentalgewehr SWN-98 heraus entwickelt, nachdem sich im Ersten und Zweiten Tschetschenienkrieg die Notwendigkeit einer solchen Waffe gezeigt hatte. Es wurde zunächst auch als ASWK (russisch армейская крупнокалиберная снайперская винтовка, sinngemäß: großkalibriges Scharfschützengewehr der Armee) bezeichnet.
Die aktuellen Versionen werden auf Russisch als 12,7 мм снайперские комплексы 6С8, 6С8-1 (sinngemäß: 12,7-mm-Scharfschützensystem 6S8) bezeichnet.

## Technik
Das KSWK ist in Bullpup-Bauweise gefertigt und hat standardmäßig einen großen Mündungsfeuerdämpfer. Die Waffe verfügte ursprünglich über eine seitlich befestigte Visieraufnahme, bei der aktuellen Version ist die Zielfernrohrmontage oben. Vor dem Verschluss ist ein nicht abnehmbares Zweibein angebracht.
Die Waffe hat eine effektive Reichweite von 1500 Metern.
Die Ausführung mit Zielfernrohr und Nachtsichtgerät wird als 6S8, die Variante ohne Nachtsichtgerät als 6S8-1 bezeichnet.

## Munition
- 12,7-mm-Scharfschützenpatrone 7N34 (russisch 7Н34)[5][6]
- 12,7-mm-Scharfschützenpatrone 7N34 BS (russisch 7Н34 БЗ) (Panzerbrandgeschoss)[1]
- 12,7-mm-Scharfschützenpatrone 7N34 BST-44 (russisch 7Н34 БЗТ-44) (Panzerbrand-Leuchtspurgeschoss)[1]
- 12,7-mm-Scharfschützenpatrone 7N34 BST-44M (russisch 7Н34 БЗТ-44М) (Panzerbrand-Leuchtspurgeschoss modifiziert)[1]

## Einsatz
- Die Speznas der GRU verwenden das KSWK hauptsächlich in der Anti-Scharfschützenrolle bei der Terroristenjagd in Tschetschenien.[3]